# Handball-Afrikameisterschaft der Frauen
Die Handball-Afrikameisterschaft der Frauen ist ein Wettbewerb im Hallenhandball in Afrika, der seit 1974 ausgetragen wird. Im Turnier wird unter den in der Confédération Africaine de Handball organisierten Frauen-Nationalmannschaften der Afrikameister ermittelt.

## Teilnahmeberechtigte Verbände
Die in der Confédération Africaine de Handball (CAHB) organisierten nationalen Handballverbände können sich für eine Afrikameisterschaft qualifizieren. Im Gründungsjahr 1973 hatte die CAHB 20 Mitglieder, im Jahr 2021 waren es 53.
Die Anzahl der am Wettbewerb teilnehmenden Nationen schwankte in der Geschichte des Wettbewerbs zwischen vier und dreizehn. Teilweise war das wirtschaftlichen und politischen Entscheidungen geschuldet, zuletzt auch der Situation während der COVID-19-Pandemie.

## Qualifikationswettbewerb
Die Afrikameisterschaft dient auch der Ermittlung der Vertreter bei der Weltmeisterschaft bzw. den Olympischen Spielen.
Bei der ersten Austragung, der Afrikameisterschaft 1974, ermittelten die vier Teilnehmer einen Starter für Afrika bei der mit zwölf Teams ausgespielten Weltmeisterschaft 1975. Ab der mit 32 Teams ausgespielten Weltmeisterschaft 2021 wurden, erstmals bei der Afrikameisterschaft 2021, vier Vertreter Afrikas ermittelt.

## Turniere
Im Nachfolgenden eine Auflistung der Turniere.
Artikel zu den einzelnen Wettbewerben finden sich in der Spalte "Jahr" unter "Details".
| Nr. | Jahr         | Land          | Teams | 1. Platz (Gold) | 2. Platz (Silber) | 3. Platz (Bronze) | restliche Teilnehmer in der Reihenfolge der Platzierung                                                       |
| --- | ------------ | ------------- | ----- | --------------- | ----------------- | ----------------- | --- |
| 01. | 1974 Details | Tunesien      | 04    | Tunesien        | Senegal           | Uganda            | // Ägypten disqualifiziert                                                                                    |
| 02. | 1976 Details | Algerien      | 07    | Tunesien        | VR Kongo          | Algerien          | Uganda, Senegal, Nigeria, Côte d’Ivoire                                                                       |
| 03. | 1979 Details | VR Kongo      | 09    | VR Kongo        | Kamerun           | Algerien          | Côte d’Ivoire, Uganda, Nigeria, Togo, Benin, Gabun                                                            |
| 04. | 1981 Details | Tunesien      | 07    | VR Kongo        | Tunesien          | Nigeria           | Côte d’Ivoire, Algerien, Ägypten, Angola                                                                      |
| 05. | 1983 Details | Ägypten       | 09    | VR Kongo        | Nigeria           | Kamerun           | Côte d’Ivoire, Tunesien, Angola, Algerien, Ägypten, Gabun                                                     |
| 06. | 1985 Details | Angola        | 09    | VR Kongo        | Côte d’Ivoire     | Kamerun           | Nigeria, Angola, Tunesien, Ägypten, Senegal, Ghana                                                            |
| 07. | 1987 Details | Marokko       | 08    | Côte d’Ivoire   | Kamerun           | VR Kongo          | Tunesien, Angola, Ägypten, Gabun, Marokko                                                                     |
| 08. | 1989 Details | Algerien      | 06    | Angola          | Côte d’Ivoire     | VR Kongo          | Algerien, Ägypten, Tunesien                                                                                   |
| 09. | 1991 Details | Ägypten       | 07    | Nigeria         | Angola            | VR Kongo          | Algerien, Senegal, Côte d’Ivoire, Ägypten                                                                     |
| 10. | 1992 Details | Côte d’Ivoire | 08    | Angola          | Rep. Kongo        | Côte d’Ivoire     | Nigeria, Algerien, Senegal, Tunesien, Zaire                                                                   |
| 11. | 1994 Details | Tunesien      | 06    | Angola          | Côte d’Ivoire     | Algerien          | Rep. Kongo, Nigeria, Tunesien                                                                                 |
| 12. | 1996 Details | Benin         | 07    | Côte d’Ivoire   | Algerien          | Angola            | Rep. Kongo, Kamerun, Mosambik, Togo                                                                           |
| 13. | 1998 Details | Südafrika     | 06    | Angola          | Rep. Kongo        | Côte d’Ivoire     | Kamerun, Mosambik, Südafrika                                                                                  |
| 14. | 2000 Details | Algerien      | 08    | Angola          | Côte d’Ivoire     | Tunesien          | Kamerun, Côte d’Ivoire, Algerien, Senegal, Gabun                                                              |
| 15. | 2002 Details | Marokko       | 09    | Angola          | Côte d’Ivoire     | Tunesien          | Algerien, Kamerun, Rep. Kongo, Gabun, DR Kongo, Marokko                                                       |
| 16. | 2004 Details | Ägypten       | 08    | Angola          | Kamerun           | Côte d’Ivoire     | Tunesien, Rep. Kongo, Ägypten, DR Kongo, Tansania                                                             |
| 17. | 2006 Details | Tunesien      | 07    | Angola          | Tunesien          | Rep. Kongo        | Côte d’Ivoire, Kamerun, DR Kongo, Gabun                                                                       |
| 18. | 2008 Details | Angola        | 08    | Angola          | Côte d’Ivoire     | Rep. Kongo        | Tunesien, DR Kongo, Algerien, Kamerun, Gabun                                                                  |
| 19. | 2010 Details | Ägypten       | 08    | Angola          | Tunesien          | Côte d’Ivoire     | Algerien, Rep. Kongo, Ägypten, Kamerun, DR Kongo                                                              |
| 20. | 2012 Details | Marokko       | 10    | Angola          | Tunesien          | DR Kongo          | Algerien, Kamerun, Rep. Kongo, Côte d’Ivoire, Senegal, Ägypten, Marokko                                       |
| 21. | 2014 Details | Algerien      | 08    | Tunesien        | DR Kongo          | Angola            | Algerien, Rep. Kongo, Senegal, Kamerun, Guinea                                                                |
| 22. | 2016 Details | Angola        | 09    | Angola          | Tunesien          | Kamerun           | Rep. Kongo, Côte d’Ivoire, Algerien, Guinea, DR Kongo // Senegal disqualifiziert                              |
| 23. | 2018 Details | Angola        | 10    | Angola          | Senegal           | DR Kongo          | Kamrun, Rep. Kongo, Tunesien, Guinea, Algerien, Côte d’Ivoire, Marokko                                        |
| 24. | 2021 Details | Kamerun       | 11    | Angola          | Kamerun           | Tunesien          | Rep. Kongo, Senegal, DR Kongo, Guinea, Nigeria, Kap Verde, Kenia, Madagaskar                                  |
| 25. | 2022 Details | Senegal       | 13    | Angola          | Kamerun           | Rep. Kongo        | Senegal, Tunesien, Dem. Rep. Kongo, Elfenbeinküste, Ägypten, Guinea, Algerien, Marokko, Kap Verde, Madagaskar |
| 26. | 2024 Details | DR Kongo      | 12    | Angola          | Senegal           | Tunesien          | Ägypten, Dem. Rep. Kongo, Republik Kongo, Kamerun, Algerien, Guinea, Kap Verde, Uganda, Kenia                 |

Anmerkungen:
- Die Republik Kongo (Rep. Kongo) trat zuvor bis 1991 als Volksrepublik Kongo (VR Kongo) an.
- Die Demokratische Republik Kongo (DR Kongo) trat bis 1997 als Zaire an.